# Pirbadet
Pirbadet er Norges største indendørs badeanlæg, som ligger i bydelen Brattøra i Trondheim. Pirbadet blev åbnet 15. juni 2001. Bygningen indeholder også et træningscenter og Pirbadet Fysikalske Institutt.
Svømmehallen har en lang række forskellige bassiner heriblandt bølgebassin, boblebad, helsebad, børnebassing og en 100 meter lang bane med lyd og lyseffekter.
500.000 personer besøger hvert år Pirbadets svømme, helse og træningsfaciliter, heraf besøger ca. 360.000 badeanlægget, hvilket gør det til Norges mest besøgte. Bygningen er tegnet af Per Knudsen Arkitektkontor og kostede 272,5 millioner NOK at opføre. Pirbadets areal er på 15.000 m2, hvoraf 2/3 er til badefaciliteterne. Den samlede kapacitet i bassinerne er 3,5 millioner liter vand.